# NGC 2061
NGC 2061 ist ein Asterismus im Sternbild Columba.
Das Objekt wurde am 9. Januar 1836 vom britischen Astronomen John Herschel entdeckt.